# Hemigrammus parana
Hemigrammus parana är en fiskart som beskrevs av Marinho, Carvalho, Langeani och Tatsumi 2008. Hemigrammus parana ingår i släktet Hemigrammus och familjen Characidae. Inga underarter finns listade i Catalogue of Life.